# Гумас, Яннис
Я́ннис Гу́мас (греч. Γιάννης Γκούμας; род. 24 мая 1975[…], Лариса, Греция) — греческий футболист, защитник. Выступал за греческий клуб «Панатинаикос» и сборную Греции. В 2009 году завершил карьеру игрока.

## Клубная карьера
Яннис Гумас — один из многих воспитанников футбольной школы «Панатинаикоса», играющих в родной команде. За основной состав клуба выступал с 1994 года по 2009 годы, был капитаном команды.

## Карьера в сборной
В составе национальной сборной Греции дебютировал в 1997 году. Чемпион Европы 2004 года. Участник чемпионата Европы 2008 года.

## Достижения
- Чемпион Европы: 2004
- Чемпион Греции (3): 1994/95, 1995/96, 2003/04
- Обладатель Кубка Греции (3): 1994, 1995, 2004